# Les Libérateurs
Ne doit pas être confondu avec Le Libérateur (nouvelle).
Les Libérateurs forment une équipe de personnages aux super-pouvoirs opposés à la politique étrangère des États-Unis, publiés par Marvel Comics et apparus dans The Ultimates 2 #9 (novembre 2005), comics qui se déroule dans l'Univers Ultimate Marvel, créés par Mark Millar et Bryan Hitch.

## Biographie
Les Libérateurs sont financés par une coalition de nations opposées à la politique étrangère des États-Unis, composée par la Chine, la Syrie, Corée du Nord, Iran et certains éléments des gouvernements russe et français. La plupart des membres des Libérateurs sont des contreparties opposées des Ultimates. 

## Membres
- Abomination  Chine: Chang Lam est la contrepartie opposé de Hulk. Il est un monstre ayant l'apparence d'un gorille combiné avec un reptile, mais conserve ses facultés mentales, contrairement à Bruce Banner. Mutilé, décapité et dévoré par Hulk
- Le Colonel  Azerbaijan: Abdul Al-Rahman, adolescent azeri musulman de dix-sept ans, quand son pays fut envahi par les Ultimates pour lui retirer ses armes nucléaires, il a été verbalement agressé par le Captain America. Il est doté du sérum du super-soldat par le dieu Loki, et est le leader des Libérateurs. Tué par le Captain America, son corps fut congelé sur ordre du SHIELD.
- Dynamo Pourpre Chine: Alex Su est la contrepartie opposée de Iron Man, homme fusionné à une armure de combat, et capable de coordonner les attaques de cinquante robots géants. Apparemment tué par Iron Man.
- Hurricane  Corée du Nord : dotée des pouvoirs de super-vitesse, elle est la contrepartie des Libérateurs de Vif-Argent. Tuée par celui-ci.
- Loki: révélé comme le vrai dieu nordique du mensonge, il est le seul membre des Libérateurs dont les motivations sont apolitiques et purement égoïstes, car il n'a aidé les Libérateurs que pour provoquer le chaos et la destruction. Vaincu par Thor, il le renvoya à Asgard pour être puni par Odin.
- Perun  Russie: le Thor russe, tire son nom du dieu slave Perun. Emprisonné par l'armée.
- Henry Pym  USA: Membre expulsé des Ultimates pour violence domestique envers sa femme. Il créa les robots Ultron, utilisés par les Libérateurs pour veiller à ce que les civils ne soient pas blessés. Lors de leur déroute, Pym donna l'ordre à ses robots de neutraliser les troupes des Libérateurs. On ignore si son intention avait été toujours de les infiltrer, ou s'il ne changea de camp à la dernière minute pour pouvoir sauver sa peau.
- Schizoid Man  France : homme ayant le pouvoir de créer plusieurs répliques de lui-même. Avant de devenir un Libérateur, il était employé pour éviter des émeutes en prison en France. Tué par le Captain America.
- Swarm  Syrie : mutante ayant le pouvoir de contrôler les insectes. Tuée par la Guêpe.
- La Veuve Noire  Russie: Natasha Romanova était pendant la guerre froide un agent du KGB, et plus tard un membre Black Ops des Ultimates et fiancée de Tony Stark. Il fut révélé qu'elle était le traître de l'équipe. Les motifs de sa trahison furent, selon ses mots, une vengeance contre les États-Unis pour avoir fait de son pays, une nation de prostituées et gangsters. Elle fut aussi la responsable de la mort de la famille de son coéquipier, Œil-de-Faucon. Alors qu’elle tentait de s’échapper, elle fut sauvagement tuée de sang froid par Œil-de-Faucon.